# Strumigenys decollata
Strumigenys decollata är en myrart som beskrevs av Mann 1919. Strumigenys decollata ingår i släktet Strumigenys och familjen myror. Inga underarter finns listade i Catalogue of Life.